# Giai đoạn vòng loại và vòng play-off UEFA Champions League 2022-23
Giai đoạn vòng loại và vòng play-off UEFA Champions League 2022–23 diễn ra từ ngày 21 tháng 6 và kết thúc vào ngày 24 tháng 8 năm 2022.
Có tổng cộng 52 đội dự kiến thi đấu trong hệ thống vòng loại của UEFA Champions League 2022–23, bao gồm giai đoạn vòng loại và vòng play-off, với 42 đội ở Nhóm các đội vô địch và 10 đội ở Nhóm các đội không vô địch. 6 đội thắng ở vòng play-off (4 đội từ Nhóm các đội vô địch, 2 đội từ Nhóm các đội không vô địch) tiến vào vòng bảng, để cùng với 26 đội tham dự vào vòng bảng.
Thời gian là CEST (UTC+2), như được liệt kê bởi UEFA (giờ địa phương, nếu khác nhau thì nằm trong ngoặc đơn).

## Các đội bóng

### Nhóm các đội vô địch
Nhóm các đội vô địch bao gồm tất cả các đội vô địch giải vô địch quốc gia mà không lọt vào thẳng vòng bảng và bao gồm các vòng đấu sau:
- Vòng sơ loại (4 đội thi đấu bán kết và chung kết một lượt): 4 đội tham dự vào vòng đấu này.
- Vòng loại thứ nhất (30 đội): 29 đội tham dự vào vòng đấu này và 1 đội thắng của vòng sơ loại.
- Vòng loại thứ hai (20 đội): 5 đội tham dự vào vòng đấu này và 15 đội thắng của vòng loại thứ nhất.
- Vòng loại thứ ba (12 đội): 2 đội tham dự vào vòng đấu này và 10 đội thắng của vòng loại thứ hai.
- Vòng play-off (8 đội): 2 đội tham dự vào vòng đấu này và 6 đội thắng của vòng loại thứ ba.

Tất cả các đội bị loại từ Nhóm các đội vô địch tham dự Europa League hoặc Europa Conference League:
- 3 đội thua của vòng sơ loại và 13 đội thua của vòng loại thứ nhất tham dự vòng loại thứ hai Europa Conference League Nhóm các đội vô địch.
- 2 đội thua được bốc thăm của vòng loại thứ nhất tham dự vòng loại thứ ba Europa Conference League Nhóm các đội vô địch.
- 10 đội thua của vòng loại thứ hai tham dự vòng loại Europa League Nhóm các đội vô địch
- 6 đội thua của vòng loại thứ ba tham dự vòng play-off Europa League.
- 4 đội thua của vòng play-off tham dự vòng bảng Europa League.

Dưới đây là các đội tham dự của Nhóm các đội vô địch (với hệ số câu lạc bộ UEFA năm 2022), được xếp nhóm theo vòng đấu bắt đầu.
| Chú thích màu sắc                                                                                  |
| -------------------------------------------------------------------------------------------------- |
| Đội thắng của vòng play-off đi tiếp vào vòng bảng                                                  |
| Đội thua của vòng play-off tham dự vòng bảng Europa League                                         |
| Đội thua của vòng loại thứ ba tham dự vòng play-off Europa League                                  |
| Đội thua của vòng loại thứ hai tham dự vòng loại Europa League                                     |
| Đội thua được bốc thăm của vòng loại thứ nhất tham dự vòng loại thứ ba Europa Conference League    |
| Đội thua của vòng sơ loại và vòng loại thứ nhất tham dự vòng loại thứ hai Europa Conference League |

| Đội         | Hệ số  |
| ----------- | ------ |
| Copenhagen  | 40.500 |
| Trabzonspor | 5.500  |

| Đội               | Hệ số  |
| ----------------- | ------ |
| Red Star Belgrade | 46.000 |
| Apollon Limassol  | 14.000 |

| Đội            | Hệ số  |
| -------------- | ------ |
| Dinamo Zagreb  | 49.500 |
| Olympiacos     | 41.000 |
| Viktoria Plzeň | 31.000 |
| Maccabi Haifa  | 7.000  |
| Zürich         | 7.000  |

| Đội                 | Hệ số  |
| ------------------- | ------ |
| Qarabağ             | 25.000 |
| Malmö FF            | 23.500 |
| Ludogorets Razgrad  | 23.000 |
| Sheriff Tiraspol    | 22.500 |
| CFR Cluj            | 19.500 |
| Bodø/Glimt          | 17.000 |
| Ferencváros         | 15.500 |
| Maribor             | 14.000 |
| Slovan Bratislava   | 13.000 |
| HJK                 | 8.500  |
| The New Saints      | 8.500  |
| F91 Dudelange       | 8.500  |
| Žalgiris            | 8.000  |
| Lincoln Red Imps    | 7.250  |
| Shamrock Rovers     | 7.000  |
| Linfield            | 7.000  |
| Zrinjski            | 7.000  |
| Shakhtyor Soligorsk | 6.250  |
| Sutjeska Nikšić     | 6.250  |
| KÍ Klaksvík         | 6.250  |
| Lech Poznań         | 6.000  |
| Hibernians          | 5.500  |
| Tobol               | 4.500  |
| Shkupi              | 4.500  |
| Pyunik              | 4.250  |
| RFS                 | 4.000  |
| Dinamo Batumi       | 3.250  |
| Tirana              | 2.750  |
| Ballkani            | 1.633  |

| Đội                   | Hệ số |
| --------------------- | ----- |
| FCI Levadia           | 4.750 |
| La Fiorita            | 4.000 |
| Inter Club d'Escaldes | 3.000 |
| Víkingur Reykjavík    | 1.075 |

### Nhóm các đội không vô địch
Nhóm các đội không vô địch bao gồm tất cả các đội không vô địch giải vô địch quốc gia mà không lọt vào thẳng vòng bảng và bao gồm các vòng đấu sau:
- Vòng loại thứ hai (4 đội): 4 đội tham dự vào vòng đấu này.
- Vòng loại thứ ba (8 đội): 6 đội tham dự vào vòng đấu này và 2 đội thắng của vòng loại thứ hai.
- Vòng play-off (4 đội): 4 đội thắng của vòng loại thứ ba.

Tất cả các đội bị loại từ Nhóm các đội không vô địch tham dự Europa League:
- 2 đội thua của vòng loại thứ hai tham dự vòng loại Nhóm chính.
- 4 đội thua của vòng loại thứ ba và 2 đội thua của vòng play-off tham dự vòng bảng.

Dưới đây là các đội tham dự của Nhóm các đội không vô địch (với hệ số câu lạc bộ UEFA năm 2022), được xếp nhóm theo vòng đấu bắt đầu.
| Chú thích màu sắc                                                              |
| ------------------------------------------------------------------------------ |
| Đội thắng của vòng play-off đi tiếp vào vòng bảng                              |
| Đội thua của vòng play-off và vòng loại thứ ba tham dự vòng bảng Europa League |
| Đội thua của vòng loại thứ hai tham dự vòng loại Europa League                 |

| Đội                  | Hệ số  |
| -------------------- | ------ |
| Benfica              | 61.000 |
| Rangers              | 50.250 |
| PSV Eindhoven        | 33.000 |
| Monaco               | 26.000 |
| Sturm Graz           | 7.770  |
| Union Saint-Gilloise | 6.120  |

| Đội         | Hệ số  |
| ----------- | ------ |
| Dynamo Kyiv | 44.000 |
| Midtjylland | 19.000 |
| Fenerbahçe  | 14.500 |
| AEK Larnaca | 7.500  |

## Thể thức
Mỗi cặp đấu, ngoại trừ vòng sơ loại, được diễn ra qua hai lượt trận, mỗi đội thi đấu một lượt tại sân nhà. Đội nào có tổng tỉ số cao hơn qua hai lượt đi tiếp vào vòng tiếp theo. Nếu tổng tỉ số bằng nhau sau khi kết thúc thời gian thi đấu chính thức của lượt về, hiệp phụ được diễn ra và nếu cả hai đội ghi được cùng số bàn thắng trong thời gian hiệp phụ, cặp đấu được quyết định bằng loạt sút luân lưu.
Ở vòng sơ loại, các trận bán kết và chung kết được diễn ra theo thể thức đấu một trận do một trong các đội tham dự đăng cai tổ chức. Nếu tỉ số hoà sau khi kết thúc thời gian thi đấu chính thức, hiệp phụ được diễn ra và nếu cả hai đội ghi được cùng số bàn thắng trong thời gian hiệp phụ, cặp đấu được quyết định bằng loạt sút luân lưu.
Ở lễ bốc thăm cho mỗi vòng, các đội được xếp hạt giống dựa trên hệ số câu lạc bộ UEFA của họ tại đầu mùa giải và được chia vào nhóm hạt giống và nhóm không hạt giống chứa số đội bằng nhau. Đội được xếp hạt giống được bốc thăm để đối đầu với đội không được xếp hạt giống, với thứ tự lượt đấu (hoặc đội "nhà" vì mục đích hành chính ở các trận đấu vòng sơ loại) ở mỗi cặp đấu được xác định bằng việc bốc thăm. Bởi vì danh tính của đội thắng vòng trước không được biết tại thời điểm bốc thăm, việc phân nhóm hạt giống được tiến hành với giả định rằng đội có hệ số cao hơn của cặp đấu chưa được xác định đi tiếp vào vòng này, có nghĩa là nếu đội có hệ số thấp hơn đi tiếp, họ chỉ đơn giản là lấy vị trí hạt giống của đối thủ. Trước lễ bốc thăm, UEFA có thể hình thành "các nhóm" theo như những nguyên tắc được đặt ra bởi Ủy ban giải đấu cấp câu lạc bộ, nhưng họ hoàn toàn muốn thuận tiện cho việc bốc thăm và không giống với bất kỳ nhóm thực sự nào vì mục đích của giải đấu. Các đội từ các hiệp hội có mâu thuẫn chính trị theo quyết định của UEFA có thể không được bốc thăm vào cùng cặp đấu. Sau lễ bốc thăm, thứ tự lượt đấu của một cặp đấu có thể được UEFA đảo ngược vì mâu thuẫn lịch hoặc địa điểm thi đấu.

## Lịch thi đấu
Lịch thi đấu của giải đấu như sau (tất cả các lễ bốc thăm được tổ chức tại trụ sở UEFA ở Nyon, Thụy Sĩ).
| Vòng               | Ngày bốc thăm       | Lượt đi                       | Lượt về                         |
| ------------------ | ------------------- | ----------------------------- | ------------------------------- |
| Vòng sơ loại       | 7 tháng 6 năm 2022  | 21 tháng 6 năm 2022 (bán kết) | 24 tháng 6 năm 2022 (chung kết) |
| Vòng loại thứ nhất | 14 tháng 6 năm 2022 | 5–6 tháng 7 năm 2022          | 12–13 tháng 7 năm 2022          |
| Vòng loại thứ hai  | 15 tháng 6 năm 2022 | 19–20 tháng 7 năm 2022        | 26–27 tháng 7 năm 2022          |
| Vòng loại thứ ba   | 18 tháng 7 năm 2022 | 2–3 tháng 8 năm 2022          | 9 tháng 8 năm 2022              |
| Vòng play-off      | 1 tháng 8 năm 2022  | 16–17 tháng 8 năm 2022        | 23–24 tháng 8 năm 2022          |

## Vòng sơ loại
Vòng sơ loại bao gồm hai trận bán kết vào ngày 21 tháng 6 năm 2022 và trận chung kết vào ngày 24 tháng 6 năm 2022. Lễ bốc thăm cho vòng sơ loại được tổ chức vào ngày 7 tháng 6 năm 2022.

### Xếp hạt giống
Tổng cộng có bốn đội thi đấu ở vòng sơ loại. Việc xếp hạt giống của các đội được dựa trên hệ số câu lạc bộ UEFA năm 2022, với hai đội hạt giống và hai đội không hạt giống ở các trận bán kết. Các trận đấu diễn ra tại Sân vận động Víkingsvöllur ở Reykjavík, Iceland nên đội đầu tiên được bốc thăm ở mỗi cặp đấu ở bán kết và cũng như là chung kết (giữa hai đội thắng của các trận bán kết mà danh tính của họ không được biết tại thời điểm bốc thăm), là đội "nhà" vì mục đích hành chính.
| Hạt giống                  | Không hạt giống                              |
| -------------------------- | -------------------------------------------- |
| - FCI Levadia - La Fiorita | - Inter Club d'Escaldes - Víkingur Reykjavík |

### Nhánh đấu
|  | Bán kết                | Bán kết            |                        |   | Chung kết | Chung kết |
|  |                        |                    |                        |   |           |           |
|  | 21 tháng 6 – Reykjavík |                    |                        |   |           |           |
|  |                        |                    |                        |   |           |           |
|  | La Fiorita             | 1                  |                        |   |           |           |
|  | La Fiorita             | 1                  | 24 tháng 6 – Reykjavík |   |           |           |
|  | Inter Club d'Escaldes  | 2                  |                        |   |           |           |
|  | Inter Club d'Escaldes  | 2                  | Inter Club d'Escaldes  | 0 |           |           |
|  | 21 tháng 6 – Reykjavík |                    | Inter Club d'Escaldes  | 0 |           |           |
|  |                        | Víkingur Reykjavík | 1                      |   |           |           |
|  | FCI Levadia            | Víkingur Reykjavík | 1                      | 1 |           |           |
|  | FCI Levadia            |                    |                        | 1 |           |           |
|  | Víkingur Reykjavík     | 6                  |                        |   |           |           |
|  | Víkingur Reykjavík     | 6                  |                        |   |           |           |

### Tóm tắt
Đội thắng của trận chung kết vòng sơ loại đi tiếp vào vòng loại thứ nhất. Các đội thua của các trận bán kết và chung kết được chuyển qua vòng loại thứ hai Europa Conference League Nhóm các đội vô địch.
| Đội 1       | Tỉ số | Đội 2                 |
| ----------- | ----- | --------------------- |
| FCI Levadia | 1–6   | Víkingur Reykjavík    |
| La Fiorita  | 1–2   | Inter Club d'Escaldes |

| Đội 1                 | Tỉ số | Đội 2              |
| --------------------- | ----- | ------------------ |
| Inter Club d'Escaldes | 0–1   | Víkingur Reykjavík |

### Bán kết
| FCI Levadia                | 1–6      | Víkingur Reykjavík                                                                           |
| -------------------------- | -------- | -------------------------------------------------------------------------------------------- |
| - Beglarishvili 5' (ph.đ.) | Chi tiết | - McLagan 10' - Ingason 27' - Sigurðsson 45+1' - Hansen 49' - Gudjónsson 71' - Magnússon 77' |

| La Fiorita      | 1–2      | Inter Club d'Escaldes |
| --------------- | -------- | --------------------- |
| - Rinaldi 45+2' | Chi tiết | - Soldevila 55', 66'  |

### Chung kết
| Inter Club d'Escaldes | 0–1      | Víkingur Reykjavík |
| --------------------- | -------- | ------------------ |
|                       | Chi tiết | - Ingason 68'      |

## Vòng loại thứ nhất
Lễ bốc thăm cho vòng loại thứ nhất được tổ chức vào ngày 14 tháng 6 năm 2022.

### Xếp hạt giống
Tổng cộng có 30 đội thi đấu ở vòng loại thứ nhất: 29 đội tham dự vào vòng đấu này và 1 đội thắng của vòng sơ loại. Việc xếp hạt giống của các đội được dựa trên hệ số câu lạc bộ UEFA năm 2022. Đối với đội thắng của vòng sơ loại mà danh tính của họ không được biết tại thời điểm bốc thăm, hệ số câu lạc bộ của đội còn lại có thứ hạng cao nhất được sử dụng. Trước lễ bốc thăm, UEFA đã thành lập ba nhóm gồm 5 đội hạt giống và 5 đội không hạt giống phù hợp với các nguyên tắc do Ủy ban giải đấu cấp câu lạc bộ đề ra. Đội đầu tiên được bốc thăm là đội nhà của trận lượt đi.
| Nhóm 1                                                                  | Nhóm 1                                                            | Nhóm 2                                                    | Nhóm 2                                                            | Nhóm 3                                                                                | Nhóm 3                                                         |
| Hạt giống                                                               | Không hạt giống                                                   | Hạt giống                                                 | Không hạt giống                                                   | Hạt giống                                                                             | Không hạt giống                                                |
| ----------------------------------------------------------------------- | ----------------------------------------------------------------- | --------------------------------------------------------- | ----------------------------------------------------------------- | ------------------------------------------------------------------------------------- | -------------------------------------------------------------- |
| - Ludogorets Razgrad - CFR Cluj - Ferencváros - Maribor - F91 Dudelange | - Sutjeska Nikšić - Shakhtyor Soligorsk - Tobol - Pyunik - Tirana | - Malmö FF - Bodø/Glimt - HJK - The New Saints - Žalgiris | - Linfield - KÍ Klaksvík - Víkingur Reykjavík[†] - Ballkani - RFS | - Qarabağ - Sheriff Tiraspol - Slovan Bratislava - Lincoln Red Imps - Shamrock Rovers | - Zrinjski - Lech Poznań - Hibernians - Shkupi - Dinamo Batumi |

Ghi chú
1. † Đội thắng của vòng sơ loại mà danh tính của họ không được biết tại thời điểm bốc thăm. Các đội được thể hiện bằng chữ nghiêng đánh bại đội với hệ số cao hơn, qua đó chiếm lấy hệ số của đối thủ của họ ở lễ bốc thăm.

### Tóm tắt
Các trận lượt đi được diễn ra vào ngày 5 và 6 tháng 7, các trận lượt về được diễn ra vào ngày 12 và 13 tháng 7 năm 2022.
Đội thắng của các cặp đấu đi tiếp vào vòng loại thứ hai Nhóm các đội vô địch. Đội thua được chuyển qua vòng loại thứ hai Europa Conference League Nhóm các đội vô địch.
| Đội 1              | TTS         | Đội 2               | Lượt đi | Lượt về      |
| ------------------ | ----------- | ------------------- | ------- | ------------ |
| Pyunik             | 2–2 (4–3 p) | CFR Cluj            | 0–0     | 2–2 (s.h.p.) |
| Maribor            | 2–0         | Shakhtyor Soligorsk | 0–0     | 2–0          |
| Ludogorets Razgrad | 3–0         | Sutjeska Nikšić     | 2–0     | 1–0          |
| F91 Dudelange      | 3–1         | Tirana              | 1–0     | 2–1          |
| Tobol              | 1–5         | Ferencváros         | 0–0     | 1–5          |
| Malmö FF           | 6–5         | Víkingur Reykjavík  | 3–2     | 3–3          |
| Ballkani           | 1–2         | Žalgiris            | 1–1     | 0–1 (s.h.p.) |
| HJK                | 2–2 (5–4 p) | RFS                 | 1–0     | 1–2 (s.h.p.) |
| Bodø/Glimt         | 4–3         | KÍ Klaksvík         | 3–0     | 1–3          |
| The New Saints     | 1–2         | Linfield            | 1–0     | 0–2 (s.h.p.) |
| Shamrock Rovers    | 3–0         | Hibernians          | 3–0     | 0–0          |
| Lech Poznań        | 2–5         | Qarabağ             | 1–0     | 1–5          |
| Shkupi             | 3–2         | Lincoln Red Imps    | 3–0     | 0–2          |
| Zrinjski           | 0–1         | Sheriff Tiraspol    | 0–0     | 0–1          |
| Slovan Bratislava  | 2–1         | Dinamo Batumi       | 0–0     | 2–1 (s.h.p.) |

Ghi chú
1. 1 2  Đội thua được bốc thăm để nhận suất đặc cách vào vòng loại thứ ba Europa Conference League.

### Các trận đấu
| Pyunik | 0–0      | CFR Cluj |
| ------ | -------- | -------- |
|        | Chi tiết |          |

| CFR Cluj                                       | 2–2 (s.h.p.) | Pyunik                                     |
| ---------------------------------------------- | ------------ | ------------------------------------------ |
| - Adjei-Boateng 6' - Petrila 94'               | Chi tiết     | - Gajić 89', 119'                          |
| Loạt sút luân lưu                              |              |                                            |
| - Dugandžić - Petrila - Burcă - Muhar - Camora | 3–4          | - Cociuc - Dashyan - Harutyunyan - Avagyan |

Tổng tỷ số 2–2. Pyunik thắng 4–3 trên chấm luân lưu.
| Maribor | 0–0      | Shakhtyor Soligorsk |
| ------- | -------- | ------------------- |
|         | Chi tiết |                     |

| Shakhtyor Soligorsk | 0–2      | Maribor             |
| ------------------- | -------- | ------------------- |
|                     | Chi tiết | - Baturina 12', 56' |

Maribor thắng với tổng tỷ số 2–0.
| Ludogorets Razgrad            | 2–0      | Sutjeska Nikšić |
| ----------------------------- | -------- | --------------- |
| - Santana 74' - Tissera 90+1' | Chi tiết |                 |

| Sutjeska Nikšić | 0–1      | Ludogorets Razgrad |
| --------------- | -------- | ------------------ |
|                 | Chi tiết | - Sotiriou 53'     |

Ludogorets Razgrad thắng với tổng tỷ số 3–0.
| F91 Dudelange | 1–0      | Tirana |
| ------------- | -------- | ------ |
| - Nader 71'   | Chi tiết |        |

| Tirana       | 1–2      | F91 Dudelange            |
| ------------ | -------- | ------------------------ |
| - Xhixha 78' | Chi tiết | - Bojic 49' - Sinani 61' |

F91 Dudelange thắng với tổng tỷ số 3–1.
| Tobol | 0–0      | Ferencváros |
| ----- | -------- | ----------- |
|       | Chi tiết |             |

| Ferencváros                                         | 5–1      | Tobol          |
| --------------------------------------------------- | -------- | -------------- |
| - Traoré 4', 17' - Laïdouni 21' - Bassey 74', 90+1' | Chi tiết | - Sergeyev 23' |

Ferencváros thắng với tổng tỷ số 5–1.
| Malmö FF                                      | 3–2      | Víkingur Reykjavík               |
| --------------------------------------------- | -------- | -------------------------------- |
| - Olsson 16' - Toivonen 42' - Birmančević 84' | Chi tiết | - Ingason 38' - Gudjónsson 90+3' |

| Víkingur Reykjavík                    | 3–3      | Malmö FF                                          |
| ------------------------------------- | -------- | ------------------------------------------------- |
| - K. Gunnarsson 15', 75' - Hansen 56' | Chi tiết | - Birmančević 34' - Beijmo 44' - Christiansen 47' |

Malmö FF thắng với tổng tỷ số 6–5.
| Ballkani      | 1–1      | Žalgiris   |
| ------------- | -------- | ---------- |
| - Gripshi 15' | Chi tiết | - Buff 25' |

| Žalgiris      | 1–0 (s.h.p.) | Ballkani |
| ------------- | ------------ | -------- |
| - Oyewusi 97' | Chi tiết     |          |

Žalgiris thắng với tổng tỷ số 2–1.
| HJK          | 1–0      | RFS |
| ------------ | -------- | --- |
| - Martic 11' | Chi tiết |     |

| RFS                                              | 2–1 (s.h.p.) | HJK                                                 |
| ------------------------------------------------ | ------------ | --------------------------------------------------- |
| - Zjuzins 48' - Panić 56'                        | Chi tiết     | - Murilo 75'                                        |
| Loạt sút luân lưu                                |              |                                                     |
| - Jagodinskis - Šarić - Panić - Lipušček - Mareš | 4–5          | - Väänänen - Murilo - Radulović - Serrarens - Terho |

Tổng tỷ số 2–2. HJK thắng 5–4 trên chấm luân lưu.
| Bodø/Glimt                       | 3–0      | KÍ Klaksvík |
| -------------------------------- | -------- | ----------- |
| - Boniface 11', 31', 58' (ph.đ.) | Chi tiết |             |

| KÍ Klaksvík                          | 3–1      | Bodø/Glimt             |
| ------------------------------------ | -------- | ---------------------- |
| - Mikkelsen 12' - Andreasen 20', 85' | Chi tiết | - Boniface 55' (ph.đ.) |

Bodø/Glimt thắng với tổng tỷ số 4–3.
| The New Saints | 1–0      | Linfield |
| -------------- | -------- | -------- |
| - Brobbel 57'  | Chi tiết |          |

| Linfield                     | 2–0 (s.h.p.) | The New Saints |
| ---------------------------- | ------------ | -------------- |
| - Mulgrew 90+4' - Devine 95' | Chi tiết     |                |

Linfield thắng với tổng tỷ số 2–1.
| Shamrock Rovers                      | 3–0      | Hibernians |
| ------------------------------------ | -------- | ---------- |
| - Finn 25' - Watts 40' - Gaffney 78' | Chi tiết |            |

| Hibernians | 0–0      | Shamrock Rovers |
| ---------- | -------- | --------------- |
|            | Chi tiết |                 |

Shamrock Rovers thắng với tổng tỷ số 3–0.
| Lech Poznań | 1–0      | Qarabağ |
| ----------- | -------- | ------- |
| - Ishak 41' | Chi tiết |         |

| Qarabağ                                                  | 5–1      | Lech Poznań |
| -------------------------------------------------------- | -------- | ----------- |
| - Kady 14', 74' - Ozobić 42' - Medina 56' - Hüseynov 77' | Chi tiết | - Velde 1'  |

Qarabağ thắng với tổng tỷ số 5–2.
| Shkupi                                          | 3–0      | Lincoln Red Imps |
| ----------------------------------------------- | -------- | ---------------- |
| - Danfa 11' - Adetunji 29' - Wiseman 62' (l.n.) | Chi tiết |                  |

| Lincoln Red Imps             | 2–0      | Shkupi |
| ---------------------------- | -------- | ------ |
| - Juanfri 32' - Casciaro 69' | Chi tiết |        |

Shkupi thắng với tổng tỷ số 3–2.
| Zrinjski | 0–0      | Sheriff Tiraspol |
| -------- | -------- | ---------------- |
|          | Chi tiết |                  |

| Sheriff Tiraspol   | 1–0      | Zrinjski |
| ------------------ | -------- | -------- |
| - Savić 22' (l.n.) | Chi tiết |          |

Sheriff Tiraspol thắng với tổng tỷ số 1–0.
| Slovan Bratislava | 0–0      | Dinamo Batumi |
| ----------------- | -------- | ------------- |
|                   | Chi tiết |               |

| Dinamo Batumi       | 1–2 (s.h.p.) | Slovan Bratislava                |
| ------------------- | ------------ | -------------------------------- |
| - Davitashvili 104' | Chi tiết     | - Barseghyan 115' - Weiss 120+3' |

Slovan Bratislava thắng với tổng tỷ số 2–1.

## Vòng loại thứ hai
Lễ bốc thăm cho vòng loại thứ hai được tổ chức vào ngày 15 tháng 6 năm 2022.

### Xếp hạt giống
Tổng cộng có 24 đội thi đấu ở vòng loại thứ hai. Họ được chia làm hai nhóm:
- Nhóm các đội vô địch (20 đội): 5 đội tham dự vào vòng đấu này và 15 đội thắng của vòng loại thứ nhất.
- Nhóm các đội không vô địch (4 đội): 4 đội tham dự vào vòng đấu này.

Việc xếp hạt giống của các đội được dựa trên hệ số câu lạc bộ UEFA năm 2022. Đối với các đội thắng của vòng loại thứ nhất mà danh tính của họ không được biết tại thời điểm bốc thăm, hệ số câu lạc bộ của đội còn lại có thứ hạng cao nhất ở mỗi cặp đấu được sử dụng. Trước lễ bốc thăm, UEFA đã thành lập ba nhóm cho việc bốc thăm Nhóm các đội vô địch phù hợp với các nguyên tắc do Ủy ban giải đấu cấp câu lạc bộ đề ra: hai nhóm tạo ra 3 cặp đấu mỗi nhóm (Nhóm 1 và 2) và một nhóm với 4 cặp đấu (Nhóm 3). Đội đầu tiên được bốc thăm là đội nhà của trận lượt đi.
| Nhóm 1                                        | Nhóm 1                                      | Nhóm 2                                         | Nhóm 2                               | Nhóm 3                                                                 | Nhóm 3                                                               |
| Hạt giống                                     | Không hạt giống                             | Hạt giống                                      | Không hạt giống                      | Hạt giống                                                              | Không hạt giống                                                      |
| --------------------------------------------- | ------------------------------------------- | ---------------------------------------------- | ------------------------------------ | ---------------------------------------------------------------------- | -------------------------------------------------------------------- |
| - Dinamo Zagreb - Qarabağ[†] - Ferencváros[†] | - Slovan Bratislava[†] - Shkupi[†] - Zürich | - Viktoria Plzeň - Malmö FF[†] - Bodø/Glimt[†] | - HJK[†] - Linfield[†] - Žalgiris[†] | - Olympiacos - Ludogorets Razgrad[†] - Sheriff Tiraspol[†] - Pyunik[†] | - Maribor[†] - F91 Dudelange[†] - Maccabi Haifa - Shamrock Rovers[†] |

Ghi chú
1. † Đội thắng của vòng loại thứ nhất mà danh tính của họ không được biết tại thời điểm bốc thăm. Các đội được thể hiện bằng chữ nghiêng đánh bại đội với hệ số cao hơn, qua đó chiếm lấy hệ số của đối thủ của họ ở lễ bốc thăm.

| Hạt giống                   | Không hạt giống            |
| --------------------------- | -------------------------- |
| - Dynamo Kyiv - Midtjylland | - Fenerbahçe - AEK Larnaca |

### Tóm tắt
Các trận lượt đi được diễn ra vào ngày 19 và 20 tháng 7, các trận lượt về được diễn ra vào ngày 26 và 27 tháng 7 năm 2022.
Đội thắng của các cặp đấu đi tiếp vào vòng loại thứ ba thuộc nhóm tương ứng của họ. Đội thua thuộc Nhóm các đội vô địch được chuyển qua vòng loại thứ ba Europa League Nhóm các đội vô địch, trong khi đội thua thuộc Nhóm các đội không vô địch được chuyển qua vòng loại thứ ba Europa League Nhóm chính.
| Đội 1              | TTS | Đội 2             | Lượt đi | Lượt về      |
| ------------------ | --- | ----------------- | ------- | ------------ |
| Ferencváros        | 5–3 | Slovan Bratislava | 1–2     | 4–1          |
| Dinamo Zagreb      | 3–2 | Shkupi            | 2–2     | 1–0          |
| Qarabağ            | 5–4 | Zürich            | 3–2     | 2–2 (s.h.p.) |
| HJK                | 1–7 | Viktoria Plzeň    | 1–2     | 0–5          |
| Linfield           | 1–8 | Bodø/Glimt        | 1–0     | 0–8          |
| Žalgiris           | 3–0 | Malmö FF          | 1–0     | 2–0          |
| Ludogorets Razgrad | 4–2 | Shamrock Rovers   | 3–0     | 1–2          |
| Maribor            | 0–1 | Sheriff Tiraspol  | 0–0     | 0–1          |
| Maccabi Haifa      | 5–1 | Olympiacos        | 1–1     | 4–0          |
| Pyunik             | 4–2 | F91 Dudelange     | 0–1     | 4–1          |

| Đội 1       | TTS         | Đội 2       | Lượt đi | Lượt về      |
| ----------- | ----------- | ----------- | ------- | ------------ |
| Midtjylland | 2–2 (4–3 p) | AEK Larnaca | 1–1     | 1–1 (s.h.p.) |
| Dynamo Kyiv | 2–1         | Fenerbahçe  | 0–0     | 2–1 (s.h.p.) |

### Nhóm các đội vô địch
| Ferencváros        | 1–2      | Slovan Bratislava             |
| ------------------ | -------- | ----------------------------- |
| - Zachariassen 70' | Chi tiết | - Kashia 81' - Barseghyan 86' |

| Slovan Bratislava | 1–4      | Ferencváros                                                 |
| ----------------- | -------- | ----------------------------------------------------------- |
| - De Marco 70'    | Chi tiết | - Boli 20' - Zachariassen 31' - Traoré 89' - Laïdouni 90+5' |

Ferencváros thắng với tổng tỷ số 5–3.
| Dinamo Zagreb              | 2–2      | Shkupi                    |
| -------------------------- | -------- | ------------------------- |
| - Ademi 44' - Petković 86' | Chi tiết | - Queven 25' - Cephas 89' |

| Shkupi | 0–1      | Dinamo Zagreb |
| ------ | -------- | ------------- |
|        | Chi tiết | - Ademi 47'   |

Dinamo Zagreb thắng với tổng tỷ số 3–2.
| Qarabağ                     | 3–2      | Zürich                              |
| --------------------------- | -------- | ----------------------------------- |
| - Kady 17' - Wadji 36', 66' | Chi tiết | - Kamberi 65' - Kryeziu 85' (ph.đ.) |

| Zürich                               | 2–2 (s.h.p.) | Qarabağ                |
| ------------------------------------ | ------------ | ---------------------- |
| - Medvedev 4' (l.n.) - Santini 90+6' | Chi tiết     | - Kady 56' - Owusu 98' |

Qarabağ thắng với tổng tỷ số 5–4.
| HJK             | 1–2      | Viktoria Plzeň                 |
| --------------- | -------- | ------------------------------ |
| - Radulović 50' | Chi tiết | - Chorý 6' (ph.đ.) - Kopic 57' |

| Viktoria Plzeň                                            | 5–0      | HJK |
| --------------------------------------------------------- | -------- | --- |
| - Pernica 11' - Sýkora 21', 73' - Hejda 31' - Kliment 84' | Chi tiết |     |

Viktoria Plzeň thắng với tổng tỷ số 7–1.
| Linfield     | 1–0      | Bodø/Glimt |
| ------------ | -------- | ---------- |
| - Millar 83' | Chi tiết |            |

| Bodø/Glimt | 8–0      | Linfield |
| --- | -------- | -------- |
| - Vetlesen 7' - Boniface 21' (ph.đ.) - Pellegrino 25', 54' (ph.đ.) - Saltnes 29' - Espejord 52', 88' - Sampsted 73' | Chi tiết |          |

Bodø/Glimt thắng với tổng tỷ số 8–1.
| Žalgiris     | 1–0      | Malmö FF |
| ------------ | -------- | -------- |
| - Ourega 49' | Chi tiết |          |

| Malmö FF | 0–2      | Žalgiris                     |
| -------- | -------- | ---------------------------- |
|          | Chi tiết | - Oyewusi 34' - Oliveira 52' |

Žalgiris thắng với tổng tỷ số 3–0.
| Ludogorets Razgrad                      | 3–0      | Shamrock Rovers |
| --------------------------------------- | -------- | --------------- |
| - Sotiriou 26', 35' - Igor Thiago 90+4' | Chi tiết |                 |

| Shamrock Rovers           | 2–1      | Ludogorets Razgrad |
| ------------------------- | -------- | ------------------ |
| - Greene 21' - Emakhu 88' | Chi tiết | - Cauly 90+1'      |

Ludogorets Razgrad thắng với tổng tỷ số 4–2.
| Maribor | 0–0      | Sheriff Tiraspol |
| ------- | -------- | ---------------- |
|         | Chi tiết |                  |

| Sheriff Tiraspol | 1–0      | Maribor |
| ---------------- | -------- | ------- |
| - Yansané 88'    | Chi tiết |         |

Sheriff Tiraspol thắng với tổng tỷ số 1–0.
| Maccabi Haifa  | 1–1      | Olympiacos        |
| -------------- | -------- | ----------------- |
| - Haziza 90+2' | Chi tiết | - Zinckernagel 7' |

| Olympiacos | 0–4      | Maccabi Haifa                                |
| ---------- | -------- | -------------------------------------------- |
|            | Chi tiết | - Chery 5' - Pierrot 61', 65' - Abu Fani 87' |

Maccabi Haifa thắng với tổng tỷ số 5–1.
| Pyunik | 0–1      | F91 Dudelange       |
| ------ | -------- | ------------------- |
|        | Chi tiết | - Hadji 72' (ph.đ.) |

| F91 Dudelange | 1–4      | Pyunik                                          |
| ------------- | -------- | ----------------------------------------------- |
| - Hassan 21'  | Chi tiết | - Juninho 24' - Juričić 54', 85' - Otubanjo 76' |

Pyunik thắng với tổng tỷ số 4–2.

### Nhóm các đội không vô địch
| Midtjylland       | 1–1      | AEK Larnaca   |
| ----------------- | -------- | ------------- |
| - Sviatchenko 84' | Chi tiết | - Gyurcsó 81' |

| AEK Larnaca                                  | 1–1 (s.h.p.) | Midtjylland                               |
| -------------------------------------------- | ------------ | ----------------------------------------- |
| - Olatunji 9'                                | Chi tiết     | - Dalsgaard 12'                           |
| Loạt sút luân lưu                            |              |                                           |
| - Altman - Miličević - Romo - Gama - Gustavo | 3–4          | - Dreyer - Sisto - Sørensen - Dyhr - Kaba |

Tổng tỷ số 2–2. Midtjylland thắng 4–3 trên chấm luân lưu.
| Dynamo Kyiv | 0–0      | Fenerbahçe |
| ----------- | -------- | ---------- |
|             | Chi tiết |            |

| Fenerbahçe   | 1–2 (s.h.p.) | Dynamo Kyiv                      |
| ------------ | ------------ | -------------------------------- |
| - Szalai 89' | Chi tiết     | - Buyalskyi 57' - Karavayev 114' |

Dynamo Kyiv thắng với tổng tỷ số 2–1.

## Vòng loại thứ ba
Lễ bốc thăm cho vòng loại thứ ba được tổ chức vào ngày 18 tháng 7 năm 2022.

### Xếp hạt giống
Tổng cộng có 20 đội thi đấu ở vòng loại thứ ba. Họ được chia làm hai nhóm:
- Nhóm các đội vô địch (12 đội): 2 đội tham dự vào vòng đấu này và 10 đội thắng của vòng loại thứ hai (Nhóm các đội vô địch).
- Nhóm các đội không vô địch (8 đội): 6 đội tham dự vào vòng đấu này và 2 đội thắng của vòng loại thứ hai (Nhóm các đội không vô địch).

Việc xếp hạt giống của các đội được dựa trên hệ số câu lạc bộ UEFA năm 2022. Đối với các đội thắng của vòng loại thứ hai mà danh tính của họ không được biết tại thời điểm bốc thăm, hệ số câu lạc bộ của đội còn lại có thứ hạng cao nhất ở mỗi cặp đấu được sử dụng. Trước lễ bốc thăm, UEFA đã thành lập hai nhóm gồm 3 đội hạt giống và 3 đội không hạt giống phù hợp với các nguyên tắc do Ủy ban giải đấu cấp câu lạc bộ đề ra. Đội đầu tiên được bốc thăm là đội nhà của trận lượt đi.
| Nhóm 1                                             | Nhóm 1                                                      | Nhóm 2                                                | Nhóm 2                                            |
| Hạt giống                                          | Không hạt giống                                             | Hạt giống                                             | Không hạt giống                                   |
| -------------------------------------------------- | ----------------------------------------------------------- | ----------------------------------------------------- | ------------------------------------------------- |
| - Dinamo Zagreb[†] - Maccabi Haifa[†] - Qarabağ[†] | - Ludogorets Razgrad[†] - Ferencváros[†] - Apollon Limassol | - Red Star Belgrade - Viktoria Plzeň[†] - Žalgiris[†] | - Sheriff Tiraspol[†] - Bodø/Glimt[†] - Pyunik[†] |

| Hạt giống                                            | Không hạt giống                                               |
| ---------------------------------------------------- | ------------------------------------------------------------- |
| - Benfica - Rangers - Dynamo Kyiv[†] - PSV Eindhoven | - Monaco - Midtjylland[†] - Sturm Graz - Union Saint-Gilloise |

Ghi chú
1. † Đội thắng của vòng loại thứ hai mà danh tính của họ không được biết tại thời điểm bốc thăm. Các đội được thể hiện bằng chữ nghiêng đánh bại đội với hệ số cao hơn, qua đó chiếm lấy hệ số của đối thủ của họ ở lễ bốc thăm.

### Tóm tắt
Các trận lượt đi được diễn ra vào ngày 2 và 3 tháng 8, các trận lượt về được diễn ra vào ngày 9 tháng 8 năm 2022.
Đội thắng của các cặp đấu đi tiếp vào vòng play-off thuộc nhóm tương ứng của họ. Đội thua thuộc Nhóm các đội vô địch được chuyển qua vòng play-off Europa League, trong khi đội thua thuộc Nhóm các đội không vô địch được chuyển qua vòng bảng Europa League.
| Đội 1              | TTS | Đội 2            | Lượt đi | Lượt về |
| ------------------ | --- | ---------------- | ------- | ------- |
| Maccabi Haifa      | 4–2 | Apollon Limassol | 4–0     | 0–2     |
| Qarabağ            | 4–2 | Ferencváros      | 1–1     | 3–1     |
| Ludogorets Razgrad | 3–6 | Dinamo Zagreb    | 1–2     | 2–4     |
| Sheriff Tiraspol   | 2–4 | Viktoria Plzeň   | 1–2     | 1–2     |
| Bodø/Glimt         | 6–1 | Žalgiris         | 5–0     | 1–1     |
| Red Star Belgrade  | 7–0 | Pyunik           | 5–0     | 2–0     |

| Đội 1                | TTS | Đội 2         | Lượt đi | Lượt về      |
| -------------------- | --- | ------------- | ------- | ------------ |
| Monaco               | 3–4 | PSV Eindhoven | 1–1     | 2–3 (s.h.p.) |
| Dynamo Kyiv          | 3–1 | Sturm Graz    | 1–0     | 2–1 (s.h.p.) |
| Union Saint-Gilloise | 2–3 | Rangers       | 2–0     | 0–3          |
| Benfica              | 7–2 | Midtjylland   | 4–1     | 3–1          |

### Nhóm các đội vô địch
| Maccabi Haifa                                           | 4–0      | Apollon Limassol |
| ------------------------------------------------------- | -------- | ---------------- |
| - Peybernes 38' (l.n.) - Mohamed 54', 62' - Pierrot 79' | Chi tiết |                  |

| Apollon Limassol         | 2–0      | Maccabi Haifa |
| ------------------------ | -------- | ------------- |
| - Ongenda 19' - Coll 27' | Chi tiết |               |

Maccabi Haifa thắng với tổng tỷ số 4–2.
| Qarabağ     | 1–1      | Ferencváros |
| ----------- | -------- | ----------- |
| - Owusu 34' | Chi tiết | - Boli 17'  |

| Ferencváros  | 1–3      | Qarabağ                      |
| ------------ | -------- | ---------------------------- |
| - Traoré 86' | Chi tiết | - Zoubir 7' - Wadji 54', 78' |

Qarabağ thắng với tổng tỷ số 4–2.
| Ludogorets Razgrad | 1–2      | Dinamo Zagreb               |
| ------------------ | -------- | --------------------------- |
| - Tekpetey 22'     | Chi tiết | - Perić 6' - Padt 9' (l.n.) |

| Dinamo Zagreb                                               | 4–2      | Ludogorets Razgrad            |
| ----------------------------------------------------------- | -------- | ----------------------------- |
| - Drmić 12' - Oršić 27' (ph.đ.), 44' - Petković 87' (ph.đ.) | Chi tiết | - Despodov 45+4', 49' (ph.đ.) |

Dinamo Zagreb thắng với tổng tỷ số 6–3.
| Sheriff Tiraspol     | 1–2      | Viktoria Plzeň                  |
| -------------------- | -------- | ------------------------------- |
| - Akanbi 36' (ph.đ.) | Chi tiết | - Chorý 41' (ph.đ.) - Bucha 55' |

| Viktoria Plzeň               | 2–1      | Sheriff Tiraspol     |
| ---------------------------- | -------- | -------------------- |
| - Kliment 10' - Mosquera 62' | Chi tiết | - Akanbi 47' (ph.đ.) |

Viktoria Plzeň thắng với tổng tỷ số 4–2.
| Bodø/Glimt                                                                              | 5–0      | Žalgiris |
| --------------------------------------------------------------------------------------- | -------- | -------- |
| - Vetlesen 33' (ph.đ.) - Pellegrino 36' - Salvesen 58' - Høibråten 61' - Espejord 90+3' | Chi tiết |          |

| Žalgiris       | 1–1      | Bodø/Glimt    |
| -------------- | -------- | ------------- |
| - Kyeremeh 39' | Chi tiết | - Mugisha 51' |

Bodø/Glimt thắng với tổng tỷ số 6–1.
| Red Star Belgrade                                  | 5–0      | Pyunik |
| -------------------------------------------------- | -------- | ------ |
| - Bukari 29', 44', 70' - Kangwa 33' - Mitrović 77' | Chi tiết |        |

| Pyunik | 0–2      | Red Star Belgrade                |
| ------ | -------- | -------------------------------- |
|        | Chi tiết | - Kanga 44' (ph.đ.) - Pavkov 60' |

Red Star Belgrade thắng với tổng tỷ số 7–0.

### Nhóm các đội không vô địch
| Monaco       | 1–1      | PSV Eindhoven |
| ------------ | -------- | ------------- |
| - Disasi 80' | Chi tiết | - Veerman 38' |

| PSV Eindhoven                                | 3–2 (s.h.p.) | Monaco                         |
| -------------------------------------------- | ------------ | ------------------------------ |
| - Veerman 21' - Gutiérrez 89' - De Jong 109' | Chi tiết     | - Maripán 58' - Ben Yedder 70' |

PSV Eindhoven thắng với tổng tỷ số 4–3.
| Dynamo Kyiv    | 1–0      | Sturm Graz |
| -------------- | -------- | ---------- |
| - Karavaev 28' | Chi tiết |            |

| Sturm Graz    | 1–2 (s.h.p.) | Dynamo Kyiv                        |
| ------------- | ------------ | ---------------------------------- |
| - Højlund 27' | Chi tiết     | - Vivcharenko 97' - Tsyhankov 112' |

Dynamo Kyiv thắng với tổng tỷ số 3–1.
| Union Saint-Gilloise              | 2–0      | Rangers |
| --------------------------------- | -------- | ------- |
| - Teuma 27' - Vanzeir 76' (ph.đ.) | Chi tiết |         |

| Rangers                                           | 3–0      | Union Saint-Gilloise |
| ------------------------------------------------- | -------- | -------------------- |
| - Tavernier 45' (ph.đ.) - Čolak 58' - Tillman 79' | Chi tiết |                      |

Rangers thắng với tổng tỷ số 3–2.
| Benfica                               | 4–1      | Midtjylland         |
| ------------------------------------- | -------- | ------------------- |
| - Ramos 17', 33', 61' - Fernández 40' | Chi tiết | - Sisto 78' (ph.đ.) |

| Midtjylland | 1–3      | Benfica                                      |
| ----------- | -------- | -------------------------------------------- |
| - Sisto 63' | Chi tiết | - Fernández 23' - Araújo 56' - Gonçalves 88' |

Benfica thắng với tổng tỷ số 7–2.

## Vòng play-off
Lễ bốc thăm cho vòng play-off được tổ chức vào ngày 2 tháng 8 năm 2022. 

### Xếp hạt giống
Tổng cộng có 12 đội thi đấu ở vòng play-off. Họ được chia làm hai nhóm:
- Nhóm các đội vô địch (8 đội): 2 đội tham dự vào vòng đấu này và 6 đội thắng của vòng loại thứ ba (Nhóm các đội vô địch).
- Nhóm các đội không vô địch (4 đội): 4 đội thắng của vòng loại thứ ba (Nhóm các đội không vô địch).

Việc xếp hạt giống của các đội được dựa trên hệ số câu lạc bộ UEFA năm 2022. Đối với các đội thắng của vòng loại thứ ba mà danh tính của họ không được biết tại thời điểm bốc thăm, hệ số câu lạc bộ của đội còn lại có thứ hạng cao nhất được sử dụng. Đội đầu tiên được bốc thăm là đội nhà của trận lượt đi.
| Hạt giống                                                                  | Không hạt giống                                               |
| -------------------------------------------------------------------------- | ------------------------------------------------------------- |
| - Dinamo Zagreb[†] - Red Star Belgrade[†] - Copenhagen - Viktoria Plzeň[†] | - Qarabağ[†] - Bodø/Glimt[†] - Maccabi Haifa[†] - Trabzonspor |

| Hạt giống                 | Không hạt giống                     |
| ------------------------- | ----------------------------------- |
| - Benfica[†] - Rangers[†] | - Dynamo Kyiv[†] - PSV Eindhoven[†] |

GHi chú
1. † Đội thắng của vòng loại thứ ba mà danh tính của họ không được biết tại thời điểm bốc thăm. Các đội được thể hiện bằng chữ nghiêng đánh bại đội với hệ số cao hơn, qua đó chiếm lấy hệ số của đối thủ của họ ở lễ bốc thăm.

### Tóm tắt
Các trận lượt đi được diễn ra vào ngày 16 và 17 tháng 8, các trận lượt về được diễn ra vào ngày 23 và 24 tháng 8 năm 2022.
Đội thắng của các cặp đấu đi tiếp vào vòng bảng. Đội thua được chuyển qua vòng bảng Europa League.
| Đội 1         | TTS | Đội 2             | Lượt đi | Lượt về      |
| ------------- | --- | ----------------- | ------- | ------------ |
| Qarabağ       | 1–2 | Viktoria Plzeň    | 0–0     | 1–2          |
| Bodø/Glimt    | 2–4 | Dinamo Zagreb     | 1–0     | 1–4 (s.h.p.) |
| Maccabi Haifa | 5–4 | Red Star Belgrade | 3–2     | 2–2          |
| Copenhagen    | 2–1 | Trabzonspor       | 2–1     | 0–0          |

| Đội 1       | TTS | Đội 2         | Lượt đi | Lượt về |
| ----------- | --- | ------------- | ------- | ------- |
| Dynamo Kyiv | 0–5 | Benfica       | 0–2     | 0–3     |
| Rangers     | 3–2 | PSV Eindhoven | 2–2     | 1–0     |

### Nhóm các đội vô địch
| Qarabağ | 0–0      | Viktoria Plzeň |
| ------- | -------- | -------------- |
|         | Chi tiết |                |

| Viktoria Plzeň            | 2–1      | Qarabağ      |
| ------------------------- | -------- | ------------ |
| - Kopic 58' - Kliment 73' | Chi tiết | - Ozobić 38' |

Viktoria Plzeň thắng với tổng tỷ số 2–1.
| Bodø/Glimt       | 1–0      | Dinamo Zagreb |
| ---------------- | -------- | ------------- |
| - Pellegrino 37' | Chi tiết |               |

| Dinamo Zagreb                                        | 4–1 (s.h.p.) | Bodø/Glimt    |
| ---------------------------------------------------- | ------------ | ------------- |
| - Oršić 4' - Petković 35' - Drmić 117' - Bočkaj 120' | Chi tiết     | - Grønbæk 70' |

Dinamo Zagreb thắng với tổng tỷ số 4–2.
| Maccabi Haifa                  | 3–2      | Red Star Belgrade       |
| ------------------------------ | -------- | ----------------------- |
| - Pierrot 18', 51' - Chery 61' | Chi tiết | - Pešić 27' - Kanga 39' |

| Red Star Belgrade        | 2–2      | Maccabi Haifa                        |
| ------------------------ | -------- | ------------------------------------ |
| - Pešić 27' - Ivanić 43' | Chi tiết | - Sundgren 45+5' - Pavkov 90' (l.n.) |

Maccabi Haifa thắng với tổng tỷ số 5–4.
| Copenhagen                  | 2–1      | Trabzonspor     |
| --------------------------- | -------- | --------------- |
| - Claesson 9' - Lerager 48' | Chi tiết | - Bakasetas 79' |

| Trabzonspor | 0–0      | Copenhagen |
| ----------- | -------- | ---------- |
|             | Chi tiết |            |

Copenhagen thắng với tổng tỷ số 2–1.

### Nhóm các đội không vô địch
| Dynamo Kyiv | 0–2      | Benfica                   |
| ----------- | -------- | ------------------------- |
|             | Chi tiết | - Gilberto 9' - Ramos 37' |

| Benfica                                   | 3–0      | Dynamo Kyiv |
| ----------------------------------------- | -------- | ----------- |
| - Otamendi 27' - R. Silva 40' - Neres 42' | Chi tiết |             |

Benfica thắng với tổng tỷ số 5–0.
| Rangers                    | 2–2      | PSV Eindhoven              |
| -------------------------- | -------- | -------------------------- |
| - Čolak 40' - Lawrence 70' | Chi tiết | - Sangaré 37' - Obispo 78' |

| PSV Eindhoven | 0–1      | Rangers     |
| ------------- | -------- | ----------- |
|               | Chi tiết | - Čolak 60' |

Rangers thắng với tổng tỷ số 3–2.